# Trichosanthes edulis
Trichosanthes edulis är en gurkväxtart som beskrevs av Rugayah. Trichosanthes edulis ingår i släktet Trichosanthes och familjen gurkväxter.

## Underarter
Arten delas in i följande underarter:
- T. e. punctata
- T. e. sativa
- T. e. septemloba